# Conjecture d'Iliev-Sendov
La conjecture d'Iliev-Sendov est une relation entre les racines d'un polynôme à coefficients complexes, et les racines du polynôme dérivé, et doit son nom à Blagovest Sendov (en) et Lyubomir Iliev, deux mathématiciens bulgares.
Elle énonce que, si P est un polynôme dont les racines r1, ..., rn sont dans le disque unité fermé (c'est-à-dire de module au plus 1), alors chaque racine rk est à une distance inférieure ou égale à 1 d'une racine de P'.
À noter que d'après le théorème de Gauss-Lucas, les racines de P' sont dans l'enveloppe convexe des rk, et donc a fortiori dans le disque unité et sans le bord.
La conjecture a été publiée pour la première fois en 1967, dans le livre Research problems in function theory de Walter Hayman,. Elle a été démontrée pour les polynômes de degré au plus 6 en 1991, puis de degré au plus 8 en 1999, mais n'est toujours pas complètement démontrée en 2020. Entre 2002 et 2003, Gerald Schmieder a présenté plusieurs démonstrations de cette conjecture, qui ont toutes été ensuite invalidées,. En 2020, une importante avancée a été obtenue par Terence Tao, démontrant le résultat pour des polynômes de degré suffisamment grand.